# УАЗ-31512
УАЗ-469Б — советский полноприводный легковой автомобиль повышенной проходимости для эксплуатации на дорогах всех категорий, а также по пересечённой местности.
Автомобиль УАЗ-469Б — это «гражданская» версия модели УАЗ-469 — без пускового подогревателя, ведущие мосты с одноступенчатой главной передачей без бортовых редукторов (дорожный просвет 220 мм), изготовленные на основе ведущих мостов автомобиля ГАЗ-69, контактная (на ранних моделях) или бесконтактная электронная система зажигания. Карданные валы имеют несколько большую длину по сравнению с валами автомобиля УАЗ-469. Машина открытая с кузовом типа фаэтон, с брезентовым тентом (машины с металлическими или стеклопластиковыми крышами — это бывшие тентованные, жёсткий верх устанавливался отдельно или как дополнительная комплектация), двигатель объёмом 2,4 л, 4-ступенчатая КПП.
Серийно УАЗ-469Б выпускался Ульяновским автозаводом с 1972 года по 1985 год, после чего в соответствии с отраслевой системой 1966 года получил четырёхзначный номер 31512 (номер 3151 получила модель с редукторными мостами УАЗ-469).
УАЗ-31512 выпускался с 1985 по 2005 год.

## Варианты и модификации

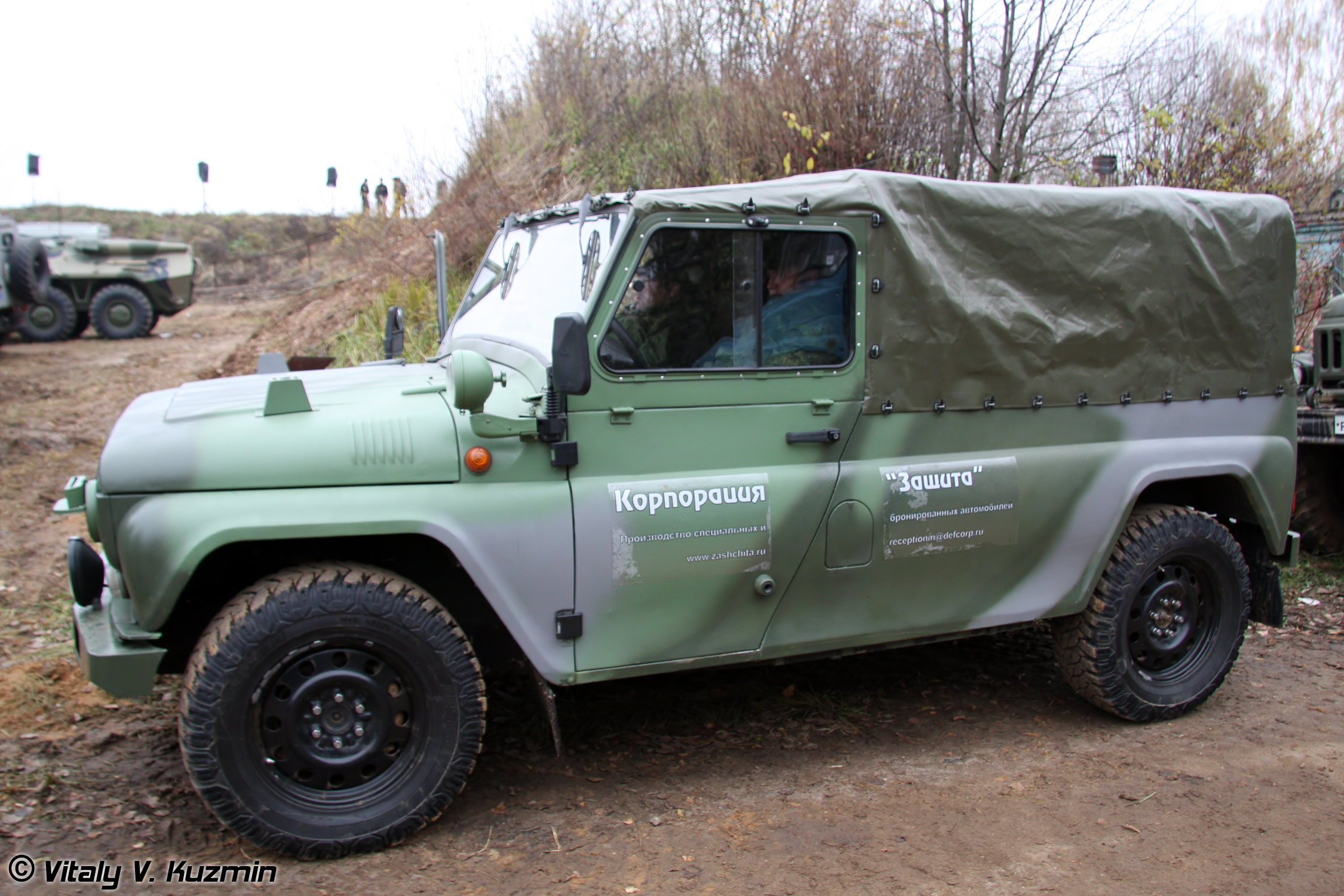
УАЗ «Скорпион»

- В качестве патрульной машины милиции выпускалась модификация УАЗ-31512-УММ с металлическим утеплённым пятидверным кузовом и установленным дополнительным спецоборудованием[2].
- В 2002 году на оружейной выставке «INTERPOLITEX-2002» был представлен ударный автомобиль «Скорпион», созданный на базе УАЗ-3151: с новым двигателем мощностью 170 л. с., гидроусилителем руля, съёмными бронепанелями, пуленепробиваемыми стёклами, пулестойкими шинами и турельной телескопической стойкой (на которую может быть установлен пулемёт или автоматический гранатомёт). Масса машины увеличилась до 2880 кг[3].

## Применение в армии и силовых структурах

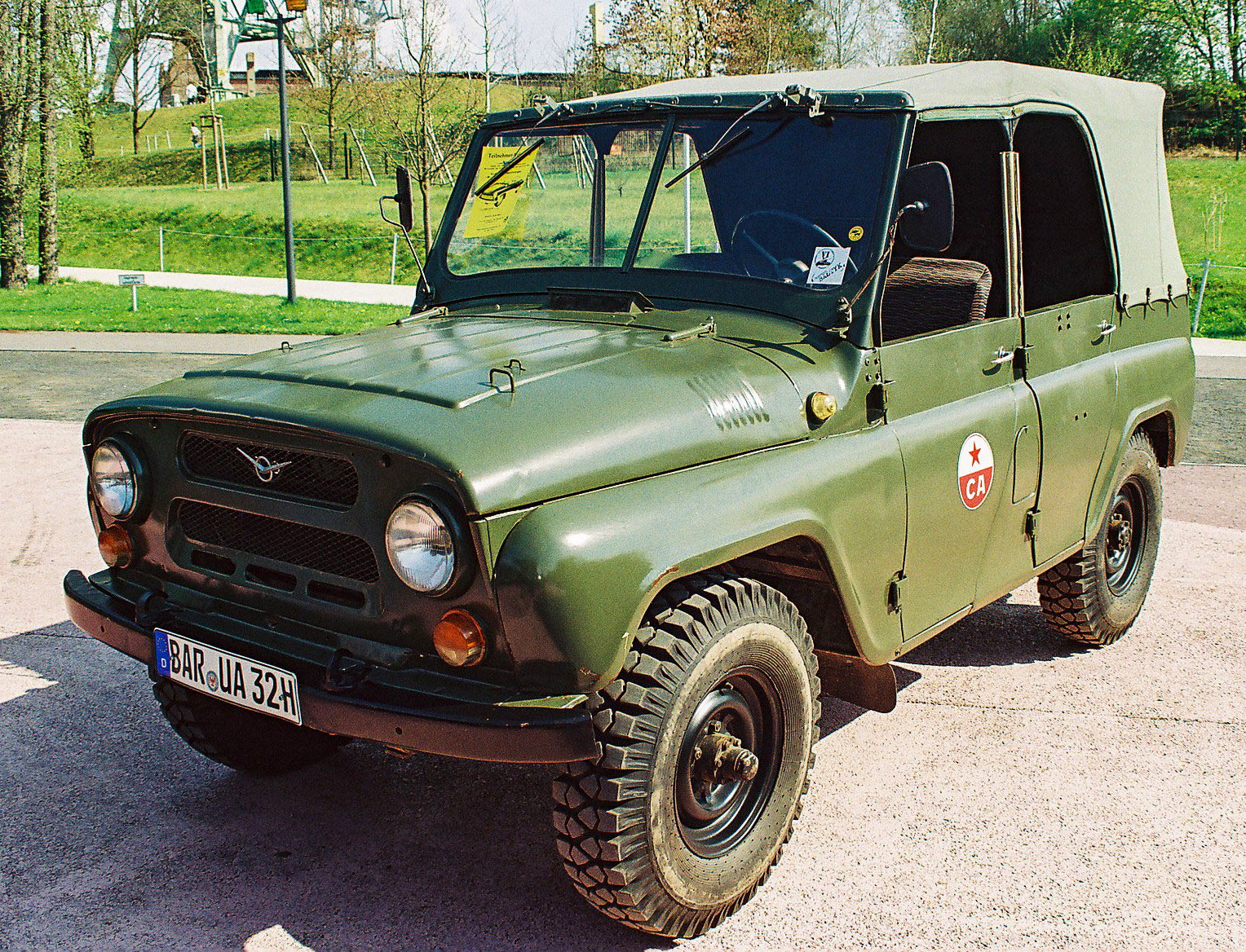
В ГСВГ
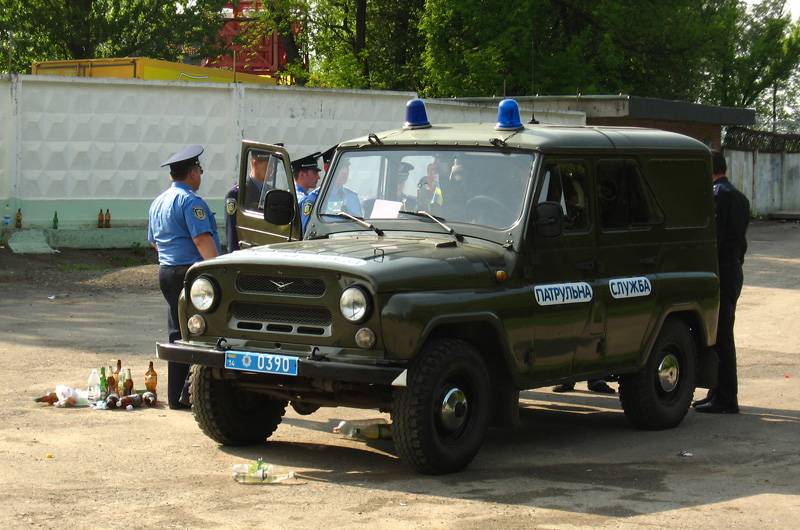
Украинская патрульно-постовая служба